# Valle di Marathasa

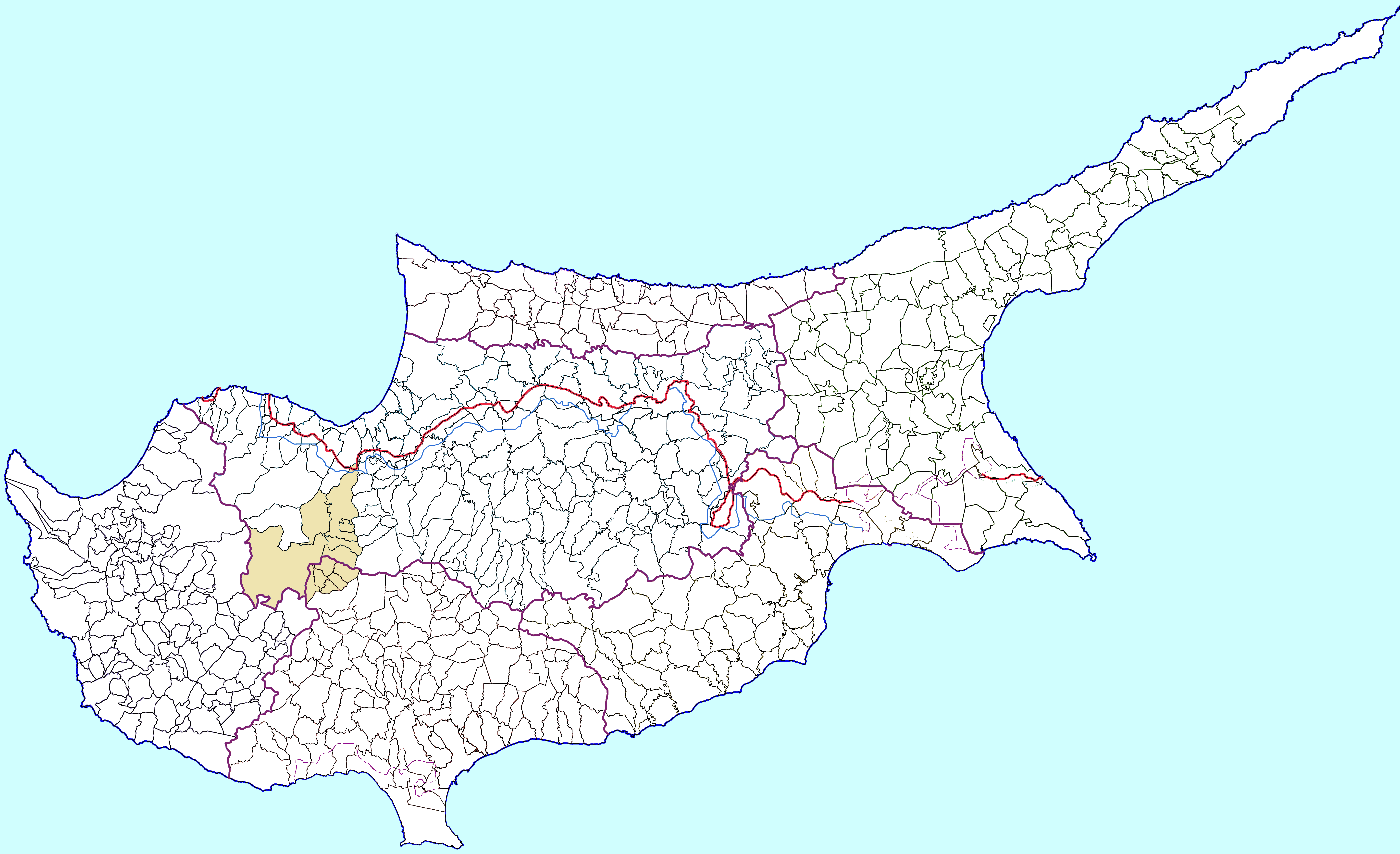
La valle di Marathasa

La valle di Marathasa (in greco Κοιλάδα Μαραθάσας?) è una valle fertile nelle montagne del Troodos, a Cipro, a circa 65 km da Limassol. Si trova a nord del monte Olympos e si estende nei distretti di Nicosia e Limassol. Prende il nome da Marathos (in greco Μάραθος?), l'antico nome del finocchio, che cresce nella zona. La zona è anche conosciuta per la coltivazione delle ciliegie.
La valle di Marathasa è la più alta valle abitata dell'isola con un totale di 12 villaggi, tra cui il villaggio più alto di Cipro, Prodromos,  Kalopanagiotis (con il Monastero di Agios Ioannis Lampadistis), promossa a destinazione europea di eccellenza, Moutoullas con la Panagia tou Moutoulla, Lemythou e Tris Elies. È sede dei monasteri di Trooditissa e Kykkos.